# 代利亚诺瓦
代利亚诺瓦（義大利語：Delianuova），是意大利雷焦卡拉布里亞廣域市的一个市镇。总面积21平方公里，人口3507人，人口密度167.0人/平方公里（2009年）。ISTAT代码为080031。